# Guayabal, Chiapas
Guayabal är en ort i Mexiko.   Den ligger i kommunen Chenalhó och delstaten Chiapas, i den sydöstra delen av landet, 800 km öster om huvudstaden Mexico City. Guayabal ligger 1 364 meter över havet och antalet invånare är 552.
Terrängen runt Guayabal är bergig åt nordost, men åt sydväst är den kuperad. Runt Guayabal är det tätbefolkat, med 319 invånare per kvadratkilometer. Närmaste större samhälle är Pantelhó, 6,7 km norr om Guayabal. I omgivningarna runt Guayabal växer i huvudsak städsegrön lövskog.